# Locomondo
Locomondo ist eine siebenköpfige Band aus Athen in Griechenland, die Reggae und Ska mit Elementen traditioneller griechischer Musik verbindet.

## Geschichte

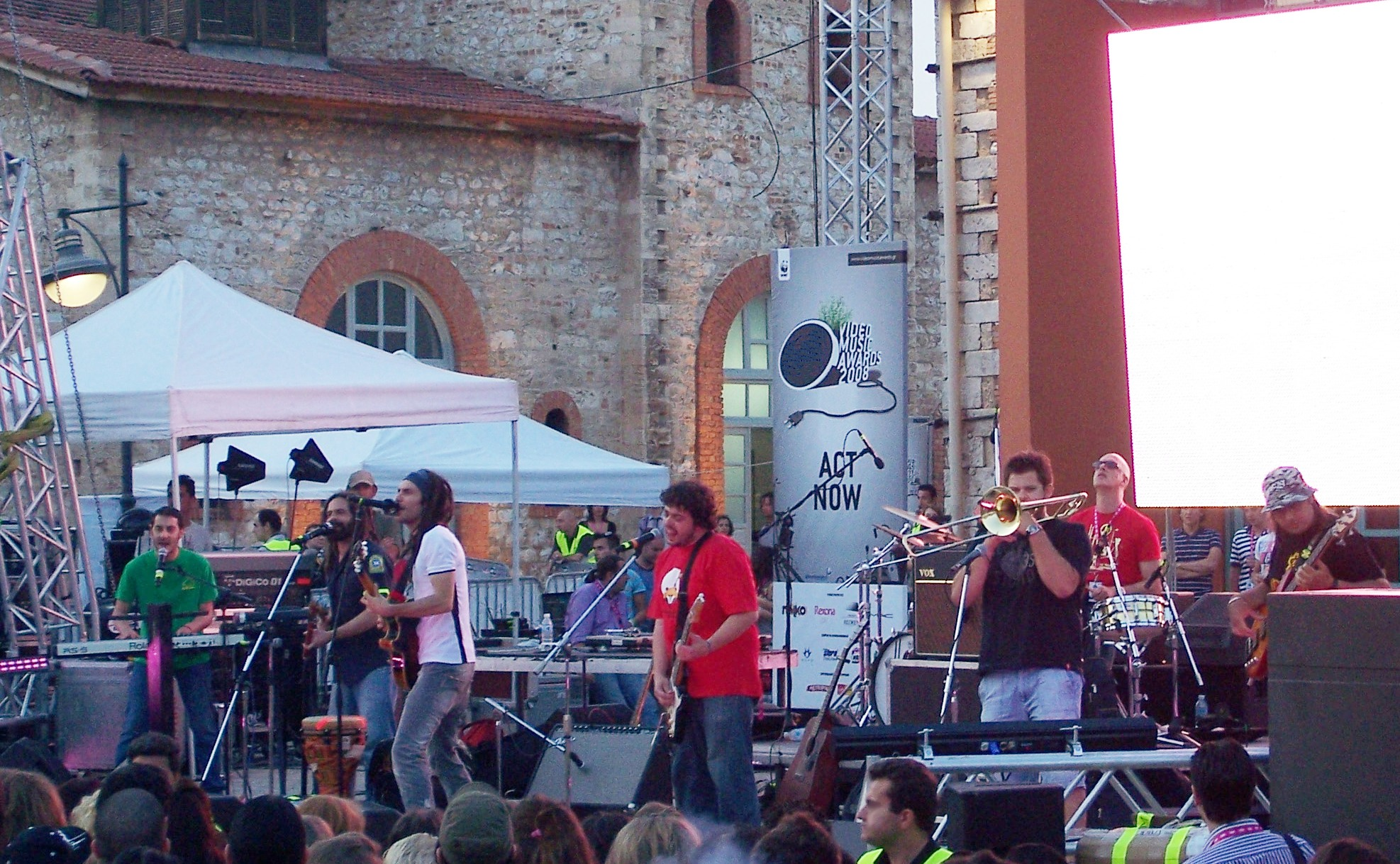
Locomondo bei einem Konzert in Gazi, Athen (2008)

Das erste Album der Band, Enas Trelos Kosmos (Ένας Τρελός Κόσμος ‚Eine verrückte Welt‘), erschien 2004 bei dem griechischen Label MBI. 2005 reiste die Band nach Jamaika und nahm dort ihr zweites Album 12 Meres stin Jamaica (12 Μέρες στην Jamaica ‚12 Tage auf Jamaika‘) auf. Eine gewisse Bekanntheit außerhalb Griechenlands erlangte Locomondo, als die Radiosender Funkhaus Europa und Radio France Internationale ihr Lied Stin Athina (Στην Αθήνα ‚In Athen‘) in ihre Rotation aufnahmen. 2007 trat der Sänger Markos Koumaris mit der Band Beat ’n Blow in Berlin auf und gewann mit ihnen zusammen den Musikwettbewerb des Karneval der Kulturen. Locomondo spielte als Vorband unter anderem für Manu Chao, The Skatalites, Chumbawamba, Ojos de Brujo und Amparanoia. Mit Amparo Sánchez arbeiteten sie auch bei ihren dritten Album „Me Wanna Dance“ zusammen, das 2005 erschien.
2008 schrieb die Band den Soundtrack für den Film To gamilio party (Το γαμήλιο πάρτυ) der griechischen Regisseurin Christine Crokos. 2009 waren sie auf dem Soundtrack zu Fatih Akıns Film Soul Kitchen mit dem Lied Frangosyriani (Φραγκοσυριανή) vertreten, das eine Coverversion eines Rembetiko-Stückes von Markos Vamvakaris ist. Seit 2008 ist Locomondo bei der Plattenfirma Music Box unter Vertrag.
Locomondo arbeitete mit bekannten griechischen Musikern zusammen, darunter mit der Sängerin Eleni Dimou und dem Rock-Musiker Vasilis Papakonstantinou, mit dem sie das Lied Kitharistas tou theou (Κιθαρίστας του θεού) aufnahmen. Zu ihrer 2010 anlässlich der Fußball-Weltmeisterschaft veröffentlichten Single Goal! drehten sie ein Video zusammen mit dem Nationalspieler Dimitrios Salpingidis.
Die Texte von Locomondo sind meist auf Griechisch oder Englisch verfasst. Zum Repertoire der Band gehören aber auch Lieder auf Deutsch. Die Single Goal! veröffentlichte Locomondo in Deutschland auch mit deutschem Text unter dem Titel Tor! Im April 2011 veröffentlichte Locomondo mit der Compilation Best of ihr erstes Album auf dem internationalen Markt, zu dem eine Coverversion des Schlagers Griechischer Wein von Udo Jürgens gehört. Das Album erschien 2012 auch in einer limitierten Auflage (300) als Picture Vinyl.
Der Song Magiko Hali wurde im Jahr 2015 von der türkischen Sängerin Ziynet Sali unter dem Titel Mevsimsizim gecovert.

## Diskografie

### Alben
- 2004: Enas Trelos Kosmos (Ένας Τρελός Κόσμος)
- 2005: 12 Meres stin Jamaica (12 Μέρες στην Jamaica)
- 2007: Me Wanna Dance
- 2008: To gamilio party (Το γαμήλιο πάρτυ)
- 2013: Odysseia (Οδύσσεια)
- 2013: New Day Rising
- 2018: Vinyl is back live sessions, Vol. 2
- 2019: Radio
- 2019: Star

### Live-Alben
- 2009: Live

### Kompilationen
- 2011: Best of

### Singles (Auswahl)
- 2005: Frangosyriani
- 2005: Den kanei kryo
- 2009: Magiko Hali
- 2009: Ta Koritsia Xenychatne
- 2010: Goal
- 2011: Griechischer Wein
- 2013: Odysseia
- 2017: 80s
- 2017: La Mulata (mit Tonino Carotone)